# Martin Landau
Martin James Landau (New York, 20 giugno 1928 – Los Angeles, 15 luglio 2017) è stato un attore statunitense.

## Biografia

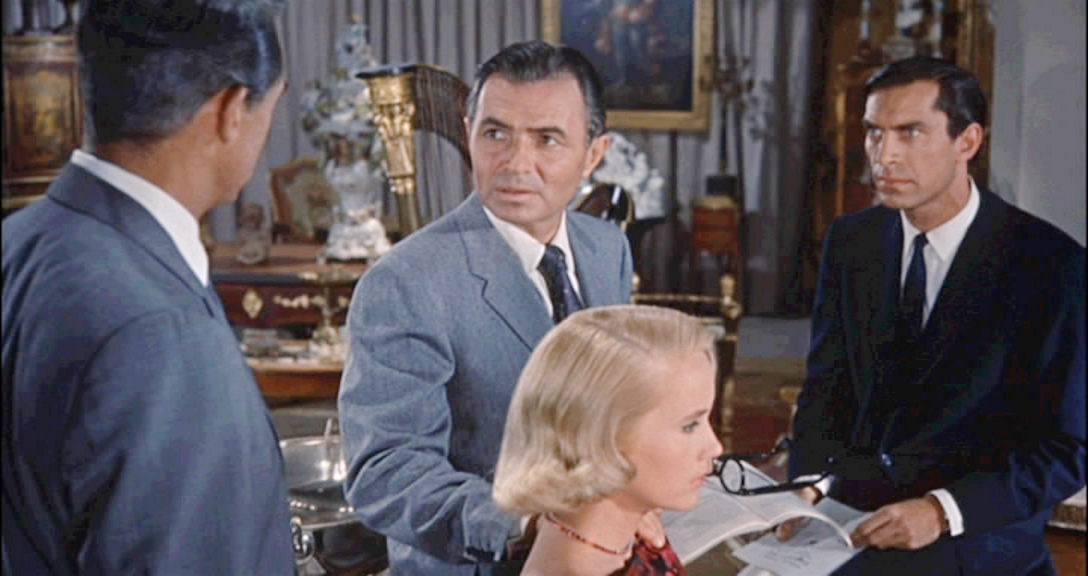
Landau (a destra) in Intrigo internazionale (1959)

Terzo e ultimo figlio di Morris Landau, immigrato ucraino con origini austriache, di professione meccanico, e Selma Buchman, di origini tedesche e russe, ambedue ebrei, nacque dopo due sorelle, Elinor e Constance. A 17 anni iniziò a lavorare per il New York Daily News, dove rimase 5 anni come fumettista e illustratore. Tuttavia il sogno del giovane Landau era quello di diventare attore: nel 1951, a 23 anni, esordì con Detective Story in un teatro del Maine.

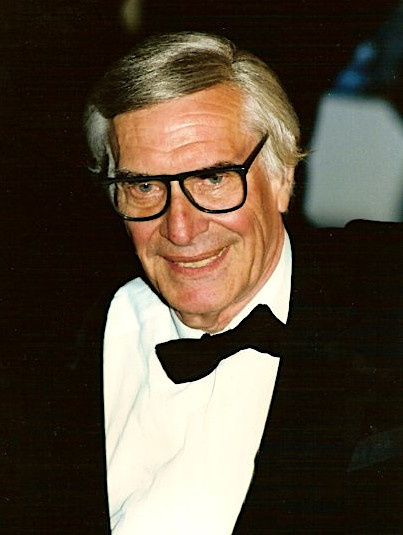
Martin Landau nel 1996

Nel 1955, assieme ad altri 2.000 partecipanti, si presentò all'audizione per entrare all'Actors Studio, prestigiosa scuola di recitazione fondata e diretta da Lee Strasberg: solo lui e Steve McQueen furono ammessi. Frequentando l'Actors Studio, divenne grande amico di James Dean. Ricordando quei tempi, "James Dean era il mio migliore amico. Eravamo due giovani promesse, ancora senza lavoro, sognando e godendo di ogni momento ... Spendevamo molto tempo parlando del futuro, del nostro mestiere e delle nostre possibilità di successo in questo nuovo mutevole mondo in continuo cambiamento". Tra le sue prime apparizioni cinematografiche, in cui si segnalò per signorilità ed acutezza, si segnalano quelle in Intrigo internazionale (1959) di Alfred Hitchcock e in Cleopatra (1963) di Joseph L. Mankiewicz. Nel 1965 interpretò anche un personaggio ironico nel western parodistico La carovana dell'alleluia di John Sturges, accanto a Burt Lancaster e Lee Remick.
Nel 1957 sposò l'attrice e modella Barbara Bain, con cui lavorò nel telefilm Missione impossibile (1966-1969), serie che lo rese noto. Sempre con la moglie dal 1974 al 1977 interpretò la serie televisiva di fantascienza Spazio 1999, anche questa con grande successo, ma la carriera di entrambi gli attori non decollò dopo la fine di quest'ultima serie, anzi si trovò a un punto morto.
Dopo un lungo periodo di ruoli minori e in pellicole di vario genere, quando aveva ormai sessant'anni la carriera di Landau ebbe una svolta: nel 1988 recitò a fianco di Jeff Bridges in Tucker - Un uomo e il suo sogno di Francis Ford Coppola. L'interpretazione gli procurò la candidatura agli Oscar e gli fece vincere un Golden Globe. L'anno successivo recitò in Crimini e misfatti (1989), con Woody Allen. L'Oscar al miglior attore non protagonista giunse nel 1995, premiando la sua interpretazione di un anziano e sofferente Bela Lugosi in Ed Wood (1994) di Tim Burton.
Morì a Westwood, distretto di Los Angeles, il 15 luglio 2017 a 89 anni, dopo un breve ricovero al Ronald Reagan UCLA Medical Center. È sepolto al Beth David Cemetery a Elmont, nella Nassau Country, dello stato di New York.

### Vita privata
Legato dal 1990 all'attrice Gretchen Becker, nel 1993 Landau divorziò da Barbara Bain da cui aveva avuto due figlie: Susan (1960, produttrice) e Juliet (attrice).

## Filmografia

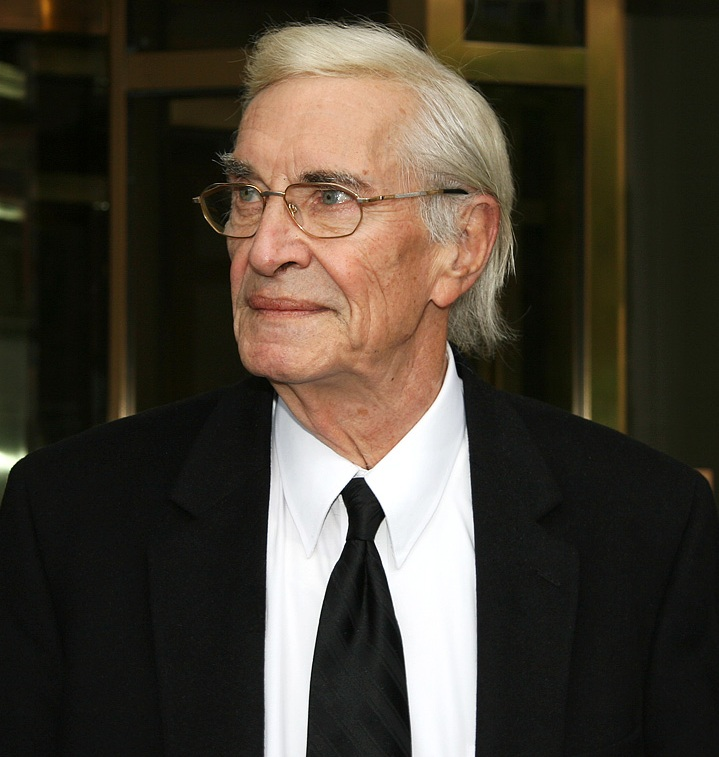
Martin Landau nel 2008

### Cinema
- 38º parallelo: missione compiuta (Pork Chop Hill), regia di Lewis Milestone (1959)
- Intrigo internazionale (North by Northwest), regia di Alfred Hitchcock (1959)
- Gazebo (The Gazebo), regia di George Marshall (1959)
- Stagecoach to Dancers' Rock, regia di Earl Bellamy (1962)
- Cleopatra, regia di Joseph L. Mankiewicz (1963)
- Decisione a mezzanotte (Decision at Midnight), regia di Lewis Allen (1963)
- La più grande storia mai raccontata (The Greatest Story Ever Told), regia di George Stevens (1965)
- La carovana dell'alleluia (The Halleluja Trail), regia di John Sturges (1965)
- Nevada Smith, regia di Henry Hathaway (1966)
- Rosolino Paternò, soldato, regia di Nanni Loy (1970)
- Omicidio al neon per l'ispettore Tibbs (They Call Me Mister Tibbs!), regia di Gordon Douglas (1970)
- Una città chiamata bastarda (A Town Called Bastard), regia di Robert Parrish (1971)
- Pistola nera - Spara senza pietà (Black Gunn), regia di Robert Hartford-Davis (1972)
- Una Magnum Special per Tony Saitta, regia di Alberto De Martino (1976)
- The Last Word, regia di Roy Boulting (1979)
- Meteor, regia di Ronald Neame (1979)
- Un uomo chiamato uomo (The Last Word), regia di Roy Boulting (1980)
- Horror - Caccia ai terrestri (Without Warning), regia di Greydon Clark (1980)
- Incontri stellari (The Return), regia di Greydon Clark (1980)
- Nel buio da soli (Alone in the Dark), regia di Jack Sholder (1982)
- The Being, regia di Jackie Kong (1983)
- Trial by Terror - Notte di terrore (Trial by Terror), regia di Hildy Brooks (1983)
- Access Code - Codice d'accesso (Access Code), regia di Mark Sobel (1984)
- L'isola del tesoro (Treasure Island), regia di Raúl Ruiz (1985)
- Sweet Revenge, regia di Mark Sobel (1987)
- Empire State, regia di Ron Peck (1987)
- Cyclone - Arma fatale (Cyclone), regia di Fred Olen Ray (1987)
- Febbre d'estate (Delta Fever), regia di William Webb (1987)
- W.A.R.: Women Against Rape, regia di Raphael Nussbaum (1987)
- Real Bullets, regia di Lance Lindsay (1988)
- Tucker - Un uomo e il suo sogno (Tucker: The Man and His Dream), regia di Francis Ford Coppola (1988)
- Run If You Can, regia di Virginia L. Stone (1988)
- Paint It Black - Quando il destino si tinge di nero (Paint It Black), regia di Tim Hunter e, non accreditato, Roger Holzberg (1989)
- Crimini e misfatti (Crimes and Misdemeanors), regia di Woody Allen (1989)
- The Color of Evening, regia di Steve Stafford (1990)
- Forza di fuoco (Firehead), regia di Peter Yuval (1991)
- Amanti, primedonne (Mistress), regia di Barry Primus (1992)
- Delitto a teatro (No Place to Hide), regia di Richard Danus (1992)
- Sliver, regia di Phillip Noyce (1993)
- Eye of the Stranger, regia di David Heavener (1993)
- Time Is Money, regia di Paolo Barzman (1994)
- Trappola d'amore (Intersection), regia di Mark Rydell (1994)
- Ed Wood, regia di Tim Burton (1994)
- City Hall, regia di Harold Becker (1996)
- Le straordinarie avventure di Pinocchio (The Adventures of Pinocchio), regia di Steve Barron (1996)
- The Elevator, regia di Arthur Borman (1996)
- Vita da principesse (B*A*P*S), regia di Robert Townsend (1997)
- La leggenda dello spirito del lupo (Legend of the Spirit Dog), solo voce, regia di Martin Goldman e Michael Spence (1997)
- X-Files - Il film (The X Files), regia di Rob S. Bowman (1998)
- Il giocatore - Rounders (Rounders), regia di John Dahl (1998)
- EdTV, regia di Ron Howard (1999)
- The Joyriders, regia di Bradley Battersby (1999)
- Il mondo è magia - Le nuove avventure di Pinocchio (The New Adventures of Pinocchio), regia di Michael Anderson (1999)
- Il mistero di Sleepy Hollow (Sleepy Hollow), regia di Tim Burton (1999) - cameo non accreditato
- Carlo's Wake, regia di Mike Valerio (1999)
- Bonanno - La storia di un padrino (1999)
- Pronti alla rissa (Ready to Rumble), regia di Brian Robbins (2000)
- Very Mean Men, regia di Tony Vitale (2000)
- Shiner - Diamante (Shiner), regia di John Irvin (2000)
- The Majestic, regia di Frank Darabont (2001)
- Hollywood Homicide, regia di Ron Shelton (2003)
- The Commission, regia di Mark Sobel (2003)
- Wake, regia di Roy Finch (2003)
- Space: 1899, cortometraggio, regia di Gareth Randall (2004)
- The Aryan Couple, regia di John Daly (2004)
- Love Made Easy, regia di Peter Luisi (2006)
- An Existential Affair, regia di Peggy Bruen (2006)
- David & Fatima, regia di Alain Zaloum (2008)
- Lovely, Still, regia di Nicholas Fackler (2008)
- Harrison Montgomery, regia di Daniel Davila (2008)
- Ember - Il mistero della città di luce (City of Ember), regia di Gil Kenan (2008)
- Billy: The Early Years, regia di Robby Benson (2008)
- 9, solo voce, regia di Shane Acker (2009)
- Ivory, regia di Andrew W. Chan (2010)
- Finding Grandma, cortometraggio, regia di Gretchen Becker (2010)
- Mysteria, regia di Lucius C. Kuert (2011)
- Frankenweenie, solo voce, regia di Tim Burton (2012)
- Entourage, regia di Doug Ellin (2015)
- Remembering Nigel, regia di Frank Howson (2015)
- Remember, regia di Atom Egoyan (2015)
- The Red Maple Leaf, regia di Frank D'Angelo (2016)
- The Last Poker Game, regia di Howard Weiner (2017)
- Without Ward, regia di Cory Cataldo (2017)

### Televisione
- The Goldbergs – serie TV, 1 episodio (1953)
- Omnibus – serie TV, 1 episodio (1955)
- Armstrong Circle Theatre – serie TV, 1 episodio (1956)
- The Big Story – serie TV, 1 episodio (1957)
- Harbormaster – serie TV, un episodio (1957)
- The Walter Winchell File – serie TV, 1 episodio (1958)
- Schlitz Playhouse of Stars – serie TV, 1 episodio (1958)
- Maverick – serie TV, episodio 2x05 (1958)
- Sugarfoot – serie TV, 1 episodio (1958)
- Lawman – serie TV, 1 episodio (1958)
- Tales of Wells Fargo – serie TV, episodio 3x34 (1959)
- Gli uomini della prateria (Rawhide) – serie TV, episodio 1x18 (1959)
- The Lawless Years – serie TV, 1 episodio (1959)
- Johnny Staccato – serie TV, episodio 1x02 (1959)
- Playhouse 90 – serie TV, 2 episodi (1959)
- General Electric Theater – serie TV, episodio 8x09 (1959)
- Ricercato vivo o morto (Wanted: Dead or Alive) – serie TV, episodio 2x19 (1960)
- Johnny Ringo – serie TV, 1 episodio (1960)
- Tate – serie TV, 1 episodio (1960)
- Carovane verso il West (Wagon Train) – serie TV, 1 episodio (1960)
- Le grandi fiabe (Shirley Temple's Storybook) – serie TV, 1 episodio (1960)
- The Islanders – serie TV, 1 episodio (1960)
- The Law and Mr. Jones – serie TV, 1 episodio (1961)
- The Best of the Post – serie TV, episodio 1x11 (1961)
- Avventure in paradiso (Adventures in Paradise) – serie TV, 2 episodi (1960-1961)
- Bonanza – serie TV, 1 episodio (1961)
- Outlaws – serie TV, episodio 1x21 (1961)
- Scacco matto (Checkmate) – serie TV, 2 episodi (1960-1961)
- The Rifleman – serie TV, 1 episodio (1961)
- I detectives (The Detectives) – serie TV, episodio 3x03 (1961)
- Gli intoccabili (The Untouchables) – serie TV, 2 episodi (1959-1961)
- The Tall Man – serie TV, 2 episodi (1961-1962)
- The Travels of Jaimie McPheeters – serie TV, episodio 1x10 (1963)
- La parola alla difesa (The Defenders) – serie TV, 1 episodio (1964)
- The Outer Limits – serie TV, 2 episodi (1963-1964)
- The Greatest Show on Earth – serie TV, episodio 1x23 (1964)
- Ai confini della realtà (The Twilight Zone) – serie TV, 2 episodi (1959-1964)
- L'ora di Hitchcock (The Alfred Hitchcock Hour) – serie TV, episodio 2x30 (1964)
- The Ghost of Sierra de Cobre, regia di Joseph Stefano – film TV (1964)
- Mr. Novak – serie TV, episodi 1x10-2x16 (1963-1965)
- Le spie (I Spy) – serie TV, episodio 1x07 (1965)
- A Man Called Shenandoah – serie TV, episodio 1x10 (1965)
- La grande vallata (The Big Valley) – serie TV, episodio 1x11 (1965)
- Selvaggio west (The Wild Wild West) – serie TV, episodio 1x11 (1965)
- Branded – serie TV, 1 episodio (1966)
- Organizzazione U.N.C.L.E. (The Man from U.N.C.L.E.) – serie TV, 1 episodio (1966)
- Gunsmoke – serie TV, 2 episodi (1958-1966)
- Missione impossibile (Mission: Impossible) – serie TV, 76 episodi (1966-1969)
- Get Smart – serie TV, 1 episodio (1969)
- Johnny Bristol torna a casa (Welcome Home, Johnny Bristol) – film TV (1972)
- Colombo (Columbo) – serie TV, episodio 2x8 (1973)
- Savage, regia di Steven Spielberg – film TV (1973)
- Oltre lo spazio tempo (Journey Through the Black Sun) – film TV (1976)
- Attacco alieno (Alien Attack) – film TV (1976)
- Spazio 1999 (Space: 1999) – serie TV, 48 episodi (1975-1977)
- Destinazione: Base Lunare Alpha (Destination Moonbase-Alpha) – film TV (1978)
- The Fall of the House of Usher – film TV (1979)
- The Death of Ocean View Park – film TV (1979)
- The Harlem Globetrotters on Gilligan's Island – film TV (1981)
- Cosmic Princess – film TV (1982)
- Matt Houston – serie TV, 1 episodio (1983)
- Hotel – serie TV, 1 episodio (1983)
- La signora in giallo (Murder, She Wrote) – serie TV, episodio 1x02 (1984)
- Ai confini della realtà (The Twilight Zone) – serie TV, episodio 1x26 (1985)
- La legge del kung fu (Kung Fu: The Movie) – film TV (1986)
- Blacke's Magic – serie TV, 1 episodio (1986)
- Alfred Hitchcock presenta (Alfred Hitchcock Presents) – serie TV, 1 episodio (1987)
- Il ritorno dell'uomo da sei milioni di dollari (The Return of the Six-Million-Dollar Man and the Bionic Woman), regia di Ray Austin – film TV (1987)
- Max e Helen (Max and Helen) – film TV (1990)
- Codice Trinity: attacco all'alba (By Dawn's Early Light), regia di Jack Sholder – film TV (1990)
- Secrets of the Unknown – film TV (1991)
- The Neon Empire – film TV (1991)
- Morire d'amore (Something to Live for: The Alison Gertz Story) – film TV (1992)
- Una sporca eredità (Legacy of Lies) – film TV (1992)
- Mezzanotte e un minuto (12:01), regia di Jack Sholder – film TV (1993)
- Giuseppe (Joseph), regia di Roger Young – miniserie TV (1995)
- Merry Christmas, George Bailey – film TV (1997)
- Bonanno - La storia di un padrino (Bonanno: A Godfather's Story), regia di Michael Poulette – film TV (1999)
- In the Beginning - In principio era (In the Beginning), regia di Kevin Connor – miniserie TV (2000)
- Haven - Il rifugio (Haven), regia di John Gray – film TV (2001)
- Corsairs – film TV (2002)
- The Evidence – serie TV, 8 episodi (2006)
- Enturage – serie TV, 4 episodi (2006-2008)
- Senza traccia (Without a Trace) – serie TV, 5 episodi (2004-2009)
- In Plain Sight - Protezione testimoni (In Plain Sight) – serie TV, 1 episodio (2009)
- Have a Little Faith – film TV (2011)
- Dark Horse – film TV (2012)
- Anna Nicole - Una vita da playmate (Anna Nicole) – film TV (2013)
- Il caso Warren Jeffs (Outlaw Prophet: Warren Jeffs) – film TV (2014)

## Riconoscimenti
- Premio Oscar
  - 1989 – Candidatura per il miglior attore non protagonista per Tucker - Un uomo e il suo sogno
  - 1990 – Candidatura per il miglior attore non protagonista per Crimini e misfatti
  - 1995 – Miglior attore non protagonista per Ed Wood
- Golden Globe
  - 1968 – Migliore star televisiva maschile per Missione Impossibile
  - 1989 – Miglior attore non protagonista per Tucker – Un uomo e il suo sogno
  - 1995 – Miglior attore non protagonista per Ed Wood
- Action on Film International Film Festival
  - 2016 – Miglior cast cinematografico per The Red Maple Leaf (condiviso con il resto del cast)
- American Comedy Awards
  - 1995 – Attore non protagonista più divertente per Ed Wood
- BAFTA
  - 1996 – Candidatura per il miglior attore non protagonista per Ed Wood
- Boston Society of Film Critics Awards
  - 1994 – Miglior attore non protagonista per Ed Wood
- CableACE Awards
  - 1991 – Candidatura per il miglior attore in un film o miniserie per Max e Helen
  - 1991 – Candidatura per il miglior attore in un film o miniserie per Codice Trinity: attacco all'alba
  - 1993 – Miglior attore in un film o miniserie per Una sporca eredità
- California Independent Film Festival
  - 2002 – Premio alla carriera
- Chicago Film Critics Association Awards
  - 1989 – Miglior attore non protagonista per Tucker – Un uomo e il suo sogno
  - 1990 – Candidatura per il miglior attore per Crimini e misfatti
  - 1995 – Miglior attore non protagonista per Ed Wood
- Chicago International Film Festival
  - 2009 – Premio alla carriera
- Dallas-Fort Worth Film Critics Association Awards
  - 1995 – Miglior attore non protagonista per Ed Wood
- Festival internazionale del cinema di Berlino
  - 1990 – Berlinale Kamera
- Israel Film Festival
  - 2013 – Premio alla carriera
- Kansas City Film Critics Circle Awards
  - 1989 – Miglior attore non protagonista per Tucker – Un uomo e il suo sogno (ex aequo con Tom Cruise per Rain Man - L'uomo della pioggia e Dean Stockwell per Una vedova allegra... ma non troppo)
  - 1994 – Miglior attore non protagonista per Ed Wood
- Los Angeles Film Critics Association Awards
  - 1988 – Candidatura per il miglior attore non protagonista per Tucker – Un uomo e il suo sogno
  - 1989 – Candidatura per il miglior attore non protagonista per Crimini e misfatti
  - 1994 – Miglior attore non protagonista per Ed Wood
- Method Fest Independent Film Festival
  - 2005 – Premio alla carriera
- National Society of Film Critics Awards
  - 1995 – Miglior attore non protagonista per Ed Wood
- New York Film Critics Circle Awards
  - 1988 – Candidatura per il miglior attore non protagonista per Tucker – Un uomo e il suo sogno
  - 1994 – Miglior attore non protagonista per Ed Wood
- Primetime Emmy Awards
  - 1967 – Candidatura per il miglior attore protagonista in una serie drammatica per Missione Impossibile
  - 1968 – Candidatura per il miglior attore protagonista in una serie drammatica per Missione Impossibile
  - 1969 – Candidatura per il miglior attore protagonista in una serie drammatica per Missione Impossibile
  - 2004 – Candidatura per il miglior attore ospite in una serie drammatica per Senza traccia (episodio Ombre)
  - 2005 – Candidatura per il miglior attore ospite in una serie drammatica per Senza traccia (episodi Malone contro Malone e Lo sconosciuto)
  - 2007 – Candidatura per il miglior attore ospite in una serie comica o commedia per Entourage
- San Diego World Film Festival
  - 1998 – Premio alla carriera
- Santa Monica Film Festival & Moxie Awards
  - 2001 – Moxie! Tribute Award
- Satellite Award
  - 2006 – Mary Pickford Award
- Saturn Award
  - 1995 – Miglior attore per Ed Wood
- Screen Actors Guild Award
  - 1995 – Miglior attore non protagonista cinematografico per Ed Wood
- Society of Texas Film Critics Awards
  - 1994 – Miglior attore non protagonista per Ed Wood
- Southeastern Film Critics Association Awards
  - 1995 – Miglior attore non protagonista per Ed Wood

## Doppiatori italiani
Nelle versioni in italiano delle opere in cui ha recitato, Martin Landau è stato doppiato da:
- Michele Kalamera in Missione Impossibile (st. 1), Spazio 1999, Oltre lo spazio tempo, Destinazione: Base Lunare Alpha, Spazio 1999: Cosmic Princess, Sliver, Ed Wood, X-Files - Il film, Senza traccia
- Sergio Graziani in Nevada Smith, Mezzanotte e un minuto, Giuseppe, Bonanno - La storia di un padrino
- Luciano De Ambrosis ne Il giocatore - Rounders, Hollywood Homicide, Anna Nicole - Una vita da Playmate
- Gianni Musy in Trappola d'amore, City Hall, The Majestic
- Pino Colizzi in Omicidio al neon per l'ispettore Tibbs, Meteor
- Pietro Biondi in Codice Trinity: attacco all'alba, Pronti alla rissa
- Rino Bolognesi in Haven - Il rifugio, Remember
- Omero Antonutti in Shiner - Diamante, Ember - Il mistero della città di luce
- Renato Turi in 38º parallelo: missione compiuta
- Oreste Lionello in Intrigo internazionale
- Riccardo Mantoni in Gazebo
- Nando Gazzolo in Cleopatra
- Giulio Panicali ne La più grande storia mai raccontata
- Franco Odoardi in Missione Impossibile (st. 3)
- Luciano Melani in Colombo
- Carlo Alighiero in Una città chiamata bastarda
- Giorgio Piazza in Una Magnum Special per Tony Saitta
- Giuliano Santi in Horror - Caccia ai terrestri
- Elio Zamuto ne La signora in giallo
- Giancarlo Maestri ne Il ritorno dell'uomo da sei milioni di dollari
- Giuseppe Rinaldi in Tucker - Un uomo e il suo sogno
- Marcello Tusco in Crimini e misfatti
- Cesare Barbetti in Amanti, primedonne
- Pierluigi Astore in Il mondo è magia - Le nuove avventure di Pinocchio
- Gianni Bonagura in EdTV
- Oreste Rizzini in In the Beginning - In principio era
- Gianni Giuliano in In Plain Sight - Protezione testimoni
- Manlio De Angelis ne Il caso Warren Jeffs

Da doppiatore è sostituito da:
- Bruno Alessandro ne I Simpson
- Giorgio Locuratolo in Spiderman (ep. 2x14)
- Dario Penne in 9
- Omero Antonutti in Frankenweenie